# Les Bondons
Les Bondons là một xã ở tỉnh Lozère trong vùng Occitanie, phía nam nước Pháp.